# 浅野忠晨
浅野 忠晨（あさの ただあき）は、江戸時代中期の安芸国広島藩の家老。三原浅野家第6代。

## 略歴
享保17年（1732年）7月5日、三原浅野家第5代忠綏の長男として安芸広島に生まれる。宝暦元年（1751年）、病気療養のため有馬温泉に湯治に出かけた。宝暦8年（1758年）2月22日、忠綏が死去したため、3月に家督と知行3万石を相続した。
翌宝暦9年（1759年）夏より病に臥せり、三原に移住して療養したが、回復しないため11月に隠居を願い許されて、家督を叔父の忠正に譲る。忠正に明和3年12月16日（1767年1月16日）に先立たれ、弟忠愛が家督を相続する。忠愛にも寛政5年12月12日（1794年1月13日）に先立たれ、藩主浅野重晟の四男の忠順に三原家を相続させた。
寛政6年閏11月16日（1795年1月6日）、三原で死去、享年63。菩提寺の妙正寺に葬られた。